# Органические гидропероксиды
Органические гидропероксиды — соединения состава ROOH, содержащие пероксидную группу O−O и являющиеся органическими производными пероксида водорода, в молекуле которого один из атомов водорода замещён на углеводородный радикал R.

## Строение
В гидропероксидах углеводородный радикал (алкильный, алкенильный, арильный и др.) соединён с гидропероксидной группой OOH, которая определяет физические и химические свойства гидропероксидов. Прочность связи O−O ~160-200 кДж/моль уступает прочности связей O−H (~480 кДж/моль), O−C (~380 кДж/моль) и сопоставима с прочностью связи O−N (~155 кДж/моль), что указывает на её высокую реакционную способность. Каждый атом кислорода пероксидной группы имеет по неподелённой электронной паре, которые отталкиваются друг от друга и взаимодействуют с электронными облаками соседних групп, образуя неплоскую конфигурацию R−O−O−H. Так, в молекуле трет-бутилгидропероксида угол O−O−H составляет 100°, длина связи C−O 1,463 Å, длина связи O−O 1,472 Å. Неподелённые электронные пары атомов кислорода способны образовывать комплексы с катионами и электрофильными веществами, и в то же время гидропероксидная группа сама является слабым электрофильным агентом.
Полярность связи O−H приводит к тому, что органические гидропероксиды способны образовывать внутри- и межмолекулярные водородные связи. В частности, в растворах гидропероксиды могут образовывать димеры и тримеры:
В растворах гидропероксиды образуют ассоциаты с молекулами веществ-акцепторов водорода, например, со спиртами, с простыми и сложными эфирами, кетонами. Образование подобных ассоциатов оказывает влияние на механизм реакции гидропероксидов с этими веществами.

## Физические свойства
Низшие алкилгидропероксиды представляют собой бесцветные жидкости, с более высокой молекулярной массой — кристаллические вещества.

## Химические свойства

### Кислотные свойства
Гидропероксидная группа OOH имеет более полярную связь O−H, нежели спиртовая, поэтому кислотность гидропероксидов выше, чем аналогичных спиртов:
| R         | pKa (ROH) | pKa (ROOH) |
| --------- | --------- | ---------- |
| CH3−      | 15,5      | 11,5       |
| C2H5−     | 15,9      | 11,8       |
| (CH3)2CH− | 16,5      | 11,8       |
| (CH3)3C−  | 16,54     | 12,8       |

По кислотности гидропероксиды сопоставимы с фенолами и способны образовывать соли с щелочами (органические пероксиды металлов):
{\displaystyle {\mathsf {(CH_{3})_{3}COOH+NaOH\rightarrow (CH_{3})_{3}COONa+H_{2}O}}}
Это свойство используется для выделения и очистки гидропероксидов. Соли щелочных металлов и органических гидропероксидов кристаллизуются в виде аддуктов с исходными моно- и дигидропероксидами, например 2(CH3)3COOH*(CH3)3COO-K+ 

### Окислительные свойства
Вследствие наличия атомов кислорода в промежуточной степени окисления −1 гидропероксиды проявляют окислительные свойства, в частности, способны окислять ионы металлов переменной валентности:
{\displaystyle {\mathsf {ROOH+Fe^{2+}\rightarrow ROO\cdot +OH^{-}+Fe^{3+}}}}
Гидропероксиды способны окислять органические соединения:
- органические сульфиды окисляются в сульфоксиды и сульфоны:

{\displaystyle {\mathsf {R_{2}S{\xrightarrow[{}]{R^{1}OOH}}R_{2}SO{\xrightarrow[{}]{R^{1}OOH}}R_{2}SO_{2}}}}
- триалкилфосфиты окисляются до триалкилфосфатов:

{\displaystyle {\mathsf {(RO)_{3}P{\xrightarrow[{}]{R^{1}OOH}}(RO)_{3}PO}}}

### Термолиз
Термический распад органических гидропероксидов может протекать по мономолекулярному механизму по связи O−O:
{\displaystyle {\mathsf {ROOH\rightarrow RO\cdot +HO\cdot }}}
Процесс осложняется образованием ассоциатов молекул гидропероксида как друг с другом, так и с молекулами растворителя, и бимолекулярный распад гидропероксидов протекает быстрее:
где HX — алканы, алкены, амины, спирты и др. Так, при малых концентрациях гидропероксидов их распад протекает по кинетическому уравнению первого порядка, при повышении концентрации — по уравнению второго порядка.
Термолиз гидропероксидов осложняется реакциями индуцированного распада, вовлечением молекул растворителя HSol и цепным процессом разложения:
{\displaystyle {\mathsf {R^{1}O\cdot +R^{2}OOH\rightarrow R^{2}OO\cdot +R^{1}OH}}}
{\displaystyle {\mathsf {2R^{2}OO\cdot \rightleftarrows R^{2}OOOOR^{2}\rightarrow 2R^{2}O\cdot +O_{2}}}}
{\displaystyle {\mathsf {R^{2}O\cdot +HSol\rightarrow R^{2}OH+Sol\cdot }}}
{\displaystyle {\mathsf {2Sol\cdot \rightarrow Sol-Sol}}}
{\displaystyle {\mathsf {R^{1}OO\cdot +R_{2}^{2}CH{\text{-}}OOH\rightarrow R^{1}OOH+R_{2}^{2}C(\cdot )OOH}}}
{\displaystyle {\mathsf {R_{2}^{2}C(\cdot )OOH\rightarrow R^{2}CO+HO\cdot }}}
При добавлении акцепторов свободных радикалов индуцированный распад подавляется.
При распаде первичных гидропероксидов образуются первичные спирты, распад вторичных гидропероксидов приводит к вторичным спиртам и кетонам, третичные гидропероксиды разлагаются с разрывом связи C−C, например, гидропероксид кумола превращается в ацетон и фенол.

## Получение

### Автоокисление углеводородов
Органические пероксиды образуются в ходе автоокисления углеводородов по общей схеме радикального цепного процесса:
{\displaystyle {\mathsf {RH+O_{2}\rightarrow R\cdot +HO_{2}\cdot }}}
{\displaystyle {\mathsf {R\cdot +O_{2}\rightarrow RO_{2}\cdot }}}
{\displaystyle {\mathsf {RO_{2}\cdot +RH\rightarrow ROOH+R\cdot }}}
В частности, таким способом получают гидропероксид кумола: водную эмульсию кумола окисляют кислородом воздуха при pH = 8,5—10,5, инициатором может служить азобисизобутиронитрил.

### Синтез с пероксидом водорода
Ряд органических гидропероксидов можно получить взаимодействием пероксида водорода с галогеналканами, алкенами, спиртами, органическими сульфатами, метансульфонатами:
{\displaystyle {\mathsf {(CH_{3}CH_{2}O)_{2}SO_{2}+2H_{2}O_{2}\rightarrow 2CH_{3}CH_{2}OOH+H_{2}SO_{4}}}}
Замещение атома галогена на гидропероксидную группу протекает по механизму SN2 и проходит тем легче, чем слабее связь C−Hal:
{\displaystyle {\mathsf {RCl+H_{2}O_{2}\rightarrow ROOH+HCl}}}

### Синтез с реактивами Гриньяра
Медленное окисление разбавленных (~ 0,5 н.) реактивов Гриньяра кислородом воздуха при низких температурах (~ −70 °C) позволяет получить гидропероксиды с большим выходом:
{\displaystyle {\mathsf {RMgX+O_{2}\rightarrow ROOMgX}}}
{\displaystyle {\mathsf {ROOMgX+H_{2}O\rightarrow ROOH+Mg(OH)X}}}

## Применение
Органические гидропероксиды применяются в качестве
- окислителей в препаративном синтезе, например, при получении эпоксидов (оксиранов)
- инициаторов радикальной полимеризации